# Mal moral
O mal moral é qualquer evento moralmente negativo causado pela ação ou inação intencional de um agente, como uma pessoa. Um exemplo de um mal moral pode ser o assassinato, a guerra ou qualquer outro evento maligno pelo qual alguém pode ser considerado responsável ou culpado. Este conceito pode ser contrastado com o mal natural, no qual um evento mau ocorre naturalmente, sem a intervenção de um agente. No entanto, a linha divisória entre o mal natural e o mal moral não é totalmente clara, pois alguns comportamentos podem ser não intencionais, mas moralmente significativos.[carece de fontes?]
A distinção entre mal e "mau" é complexa. O mal é mais do que simplesmente "negativo" ou "mau" (ou seja, algo indesejado ou inibidor do bem), pois o mal é, por si só, e sem referência a qualquer outro evento, moralmente incorreto. A validade do termo "mal moral", portanto, repousa na validade da moral na ética.[carece de fontes?]
As primeiras impressões sobre ações moralmente más ditam como as pessoas veem os eventos, não apenas assassinatos/mortes, mas também o nível de crueldade desumana.

## Filósofos sobre o mal moral
O filósofo Christopher McMahon tinha uma teoria sobre o mal moral que questionava a ideia de que, embora o assassinato seja considerado pior do que uma morte acidental, prevenir ambas as mortes teria o mesmo valor, apesar do faCto de o assassinato ser moralmente mau, enquanto a morte acidental não é.[carece de fontes?]
McMahon usa exemplos para demonstrar violações do mal moral e danos relacionados às primeiras impressões. O Holocausto é visto como moralmente pior que a epidemia de gripe espanhola, embora o Holocausto tenha tido um terço do número de mortes da epidemia de gripe espanhola.[carece de fontes?]
Mais pessoas morreram na gripe espanhola, mas como o Holocausto foi visto como mais horrível e desumano, é considerado moralmente mau do ponto de vista das pessoas.